# Lijst van voetbalinterlands Amerikaanse Maagdeneilanden - Grenada
Deze lijst van voetbalinterlands is een overzicht van alle officiële voetbalwedstrijden tussen de nationale teams van de Amerikaanse Maagdeneilanden en Grenada. De landen speelden tot op heden drie keer tegen elkaar. De eerste ontmoeting, een kwalificatiewedstrijd voor het Wereldkampioenschap voetbal 2010, werd gespeeld in Saint George's op 26 maart 2008. Het laatste duel, een kwalificatiewedstrijd voor het Wereldkampioenschap voetbal 2022, vond plaats op 30 maart 2021 in de Grenadiaanse hoofdstad.

## Wedstrijden
| № | Plaats           | Datum         | Competitie                      | Wedstrijd                             | Uitslag |
| - | ---------------- | ------------- | ------------------------------- | ------------------------------------- | ------- |
| 1 | Saint George's   | 26 maart 2008 | WK 2010 kwalificatie            | Grenada − Amerikaanse Maagdeneilanden | 10 − 0  |
| 2 | Charlotte Amalie | 29 maart 2016 | Caribbean Cup 2017 kwalificatie | Amerikaanse Maagdeneilanden − Grenada | 1 − 2   |
| 3 | Saint George's   | 30 maart 2021 | WK 2022 kwalificatie            | Grenada − Amerikaanse Maagdeneilanden | 1 − 0   |

## Samenvatting
| Competitie                 | Totaal gespeeld | Winst Am. Maagdeneil. | Gelijk | Winst Grenada | Doelsaldo Am. Maagdeneil. – Grenada |
| -------------------------- | --------------- | --------------------- | ------ | ------------- | ----------------------------------- |
| WK-kwalificatie            | 2               | 0                     | 0      | 2             | 0 − 11                              |
| Caribbean Cup-kwalificatie | 1               | 0                     | 0      | 1             | 1 − 2                               |
| Totaal                     | 3               | 0                     | 0      | 3             | 1 − 13                              |

Wedstrijden bepaald door strafschoppen worden, in lijn met de FIFA, als een gelijkspel gerekend.